# Pavel Vinogradov
Pavel Vladimirovitsj Vinogradov (Russisch: Павел Владимирович Виноградов) (Magadan, 31 augustus 1953) is een Russisch ruimtevaarder.
Zijn eerste ruimtevlucht was Sojoez TM-26 naar het ruimtestation Mir en vond plaats op 5 augustus 1997. Later volgde twee missies naar het Internationaal ruimtestation ISS. Tijdens zijn missies maakte Vinogradov zeven ruimtewandelingen. In 1998 ontving hij de eretitel Piloot-Kosmonaut van de Russische Federatie en de titel Held van de Russische Federatie voor zijn werk als kosmonaut.